# ميخائيل بويس
ميخائيل بويس (بالإنجليزية: Michael Boyce)‏ هو لاعب هوكي الحقل أسترالي، ولد في 30 أغسطس 1980.